# (5151) Weerstra
(5151) Weerstra es un asteroide perteneciente al cinturón de asteroides, descubierto el 29 de septiembre de 1973 por Cornelis Johannes van Houten en conjunto a su esposa también astrónoma Ingrid van Houten-Groeneveld y el astrónomo Tom Gehrels desde el Observatorio del Monte Palomar, Estados Unidos.

## Designación y nombre
Designado provisionalmente como 2160 T-2. Fue nombrado Weerstra en honor al funcionario Claas Weerstra, administrativo y programador que desempeña su labor en el Observatorio de Leiden. Entusiasta observador de cometas y siempre disponible para cuando los astrónomos  van Houten necesita modificar alguno de los softwares utilizados para el seguimiento de los asteroides.

## Características orbitales
Weerstra está situado a una distancia media del Sol de 3,187 ua, pudiendo alejarse hasta 3,848 ua y acercarse hasta 2,526 ua. Su excentricidad es 0,207 y la inclinación orbital 0,949 grados. Emplea 2078,29 días en completar una órbita alrededor del Sol.

## Características físicas
La magnitud absoluta de Weerstra es 13,5. Tiene 11 km de diámetro y su albedo se estima en 0,072.